# Amtsgericht Werne
Das Amtsgericht Werne war von 1879 bis 1979 ein deutsches Amtsgericht mit Sitz in Werne.

## Geschichte
In Werne bestand von 1849 bis 1879 die Gerichtskommission Werne des Kreisgerichts Lüdinghausen. Im Rahmen der Reichsjustizgesetze wurden 1879 reichsweit einheitlich Oberlandes-, Land- und Amtsgerichte gebildet.
Das königlich preußische Amtsgericht Werne wurde mit Wirkung zum 1. Oktober 1879 als eines von 22 Amtsgerichten im Bezirk des Landgerichtes Münster im Bezirk des Oberlandesgericht Hamm gebildet. Der Sitz des Gerichts war die Stadt Werne.
Sein Gerichtsbezirk umfasste den Stadtbezirk Werne, die Ämter Herbern und Werne und die Gemeindebezirke Altlünen, Bockum und Hövel.
Am Gericht bestand 1880 eine Richterstelle. Das Amtsgericht war damit ein kleines Amtsgericht im Landgerichtsbezirk.
Gemäß § 58 des Münster/Hamm-Gesetzes vom 9. Juli 1974 wurde das Amtsgericht Werne zum 1. Januar 1975 dem Landgericht Dortmund zugeordnet. Mit dem Dritten Gesetz zur Änderung der Organisation der ordentlichen Gerichtsbarkeit vom 11. Juli 1978 wurde es am 31. Dezember 1979 aufgehoben.

## Richter
- Graf v. Korff-Schmising GehJR (1879–1912)
- Kligge (1912–1913)
- Gunst (1913–1920)
- Bellenberg (1914–1920)
- Rath (1912–1915)
- Opmeyer (1915–1926)
- Isphording (1920–1926)
- Heitmeyer (1920–1925)
- Schlichtherle (1926–1928)
- Schulze-Heil (1926–1933)
- Keinhorst (1929–1934)
- Biesing (1933–1941, 1946–1957, seit 1957 AGDir.)
- Sieke (1934–1944)
- Wiedeloh seit 1942
- Speitel seit 1956[5]